# 李九江
李九江（1834年—？），字卿溪、清溪，甘肅省蘭州府狄道州人，清朝政治人物、同進士出身。

## 生平
光緒八年（1882年），甘肃乡试中举二十三名，九年（1883年），参加癸未科会试，二百八十六名，殿試，登联捷進士三甲168名。同年五月，著交吏部掣签分发各省，以知县即用。